# 羅蘭飛彈
羅蘭飛彈（Roland missile）是法國、德國聯合開發的一款短程機動地對空飛彈系統。羅蘭飛彈系統也被美國陸軍採購，成為極少數列裝於美國陸軍的外國防空飛彈系統之一。

## 歷史
羅蘭飛彈根據法國和德國共同對機動短程防空飛彈系統的需求而開發，以保護野戰機動部隊，以及機場等地面轟炸目標。法國北方航空公司和德國伯爾科公司的研究始於1963年，在法國代號為SABA，德國則為P-250。兩家公司於1964年組成了一個聯合開發項目，後來的法國航太公司和德國梅塞施密特-伯爾科-布洛姆公司（MBB）甚至決定為該項目和其他飛彈開發項目而成立了歐洲飛彈公司。法國航太公司主要負責羅蘭1型飛彈的系統和飛彈的後部及引擎開發，而MBB則負責羅蘭2型飛彈的全天候作戰系統和飛彈前部的戰鬥部及制導系統開發。羅蘭飛彈於1968年6月首次進行制導測試，成功摧毁了1架北方航空CT20靶機。原先預計自1970年1月起開始生產及部署，然而測試及評估階段花費的時間卻遠超預期，最終，羅蘭1型飛彈於1977年4月在法國陸軍服役，而全天候型羅蘭2型飛彈則於1978年才首次由德國陸軍裝備，隨後法國陸軍也在1981年將其列裝。長期的延誤、不斷增加的開發成本加上通貨膨脹導致羅蘭飛彈未能銷售出最初預期的採購量。

## 型號
羅蘭防空飛彈系統主要用於攻擊高度在20公尺至5,500公尺之間、時速1.3馬赫飛行的敵方空中目標，最小有效射程为500公尺，最大有效射程為6,300公尺。該系統可以使用光學瞄準器或雷達跟蹤模式，且可以在交戰期間切換模式。其使用之西門子MPDR-16D波段都卜勒搜索雷達有效範圍為15-18公里。光學瞄準器通常僅在白天針對非常低空的目標或在嚴重干擾的環境中，為避免多徑效應及電子對抗措施使用。
羅蘭飛彈使用雙推力固體燃料發動機，長2.4公尺、重66.5公斤，戰鬥部包括6.5公斤成型裝藥破片彈頭，內含3.5公斤由接觸引信或近炸引信引爆之炸藥，以及65枚殺傷半徑為6公尺的彈丸。巡航速度為1.6馬赫。飛彈被裝載於密封發射管中。每個發射器具有2個發射管，備彈可在10秒内自動重新裝填。
为了防禦機場等固定地點，羅蘭飛彈系統可以集成到羅蘭協同防空系統（CORAD, Co-ordinated Roland Air Defense）中。該系統包括搜索雷達、羅蘭飛彈協調系統、8組羅蘭飛彈發射系統和最多8門防空火砲。

### 發射系統

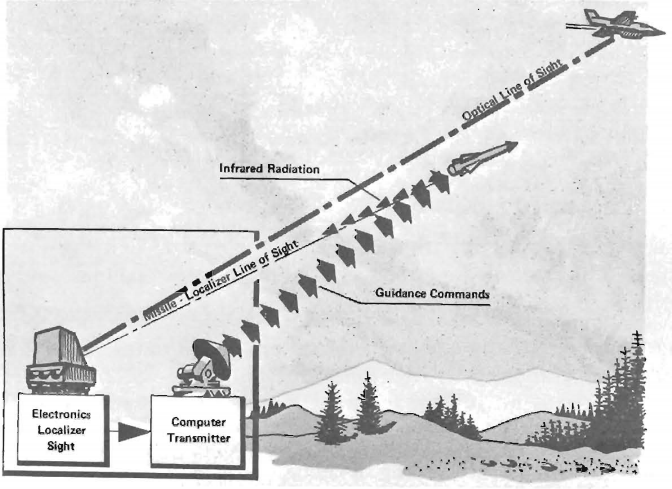
羅蘭1型的飛彈尾端可發送紅外訊號給定位器，車內電腦比對訊號與光學瞄準器準心的相對位置後計算出導引指令，再由發送器將無線電指令傳輸給飛彈上的接收器，使飛彈飛行軌跡保持與瞄準鏡準心對齊。

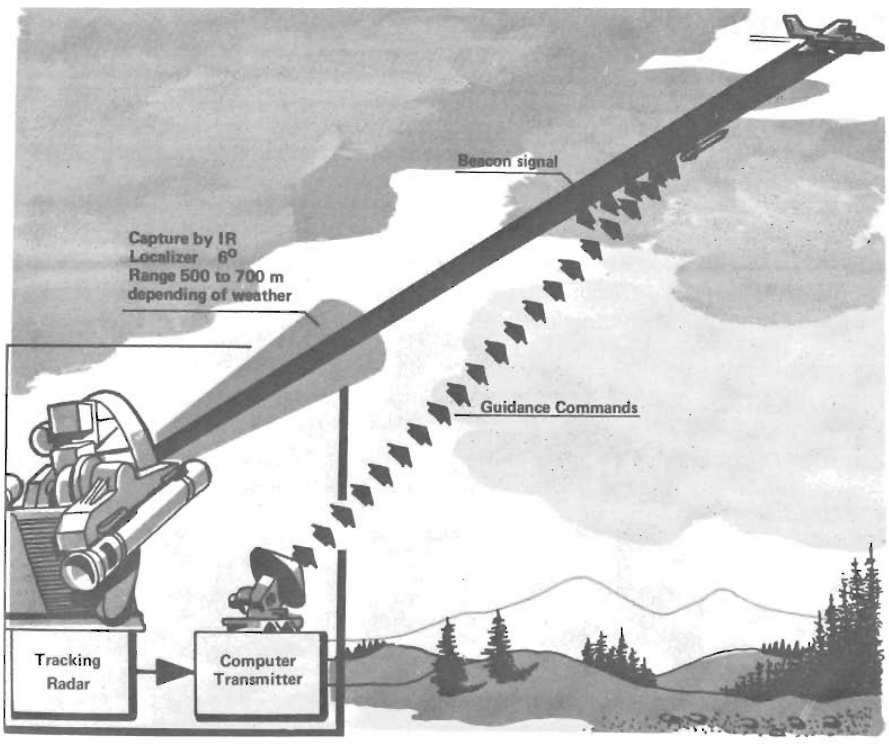
羅蘭2型的光學紅外瞄準器捕捉視野內敵機紅外熱源以自動跟蹤目標，由此獲得全天候作戰能力，其餘系統與1型相同。

- 羅蘭1型（Roland 1） – 法國和西班牙軍隊在AMX-30R底盤上使用的最初型號，由於設備的技術限制導致此型號僅限於晴朗無雲的白天使用，於1976年投入使用。羅蘭1型發射系統亦可兼容羅蘭2型、3型飛彈。

- 羅蘭2型（Roland 2） – 此型號為額外安裝紅外瞄準設備的全天候作戰版本，可作為固定火力點或安装於AMX-30R底盤（法國等）、貂鼠式步兵戰車底盤（德國陸軍）、6×6或8×8全地形卡車上（德國海軍、空軍等）。1983年，歐洲飛彈、基爾機械製造廠以及布洛姆+福斯提出以豹1型主力戰車底盤作為羅蘭飛彈系統的載具，以吸引那些已經在使用豹1型主力戰車的國家。[4]羅蘭2型發射系統也可以兼容羅蘭3型飛彈。

- XM975 - 羅蘭飛彈系統於1975年被選為美國陸軍師的前線防空系統，第一批次於1977年交付，並於1978年9月命名為XM975飛彈發射車（改進M109自走砲底盤）進行首次試射（1977年底之前計劃使用M520卡車（英语：M520 Goer）作為發射車）。美國羅蘭飛彈系統使用羅蘭2型飛彈系統，但配備了有效範圍更遠的美製搜索雷達。托盤式消防裝備可以安裝在底盤上並快速拆卸、安裝在卡車或掩體內，國內生產版本的羅蘭2型飛彈被命名為MIM-115飛彈。然而，技術轉讓、成本上升及對外國裝備的疑慮等諸多問題[5][6]導致該計劃受阻，僅為美國陸軍國民警衛隊的一個營生產了27組發射系統和600枚飛彈，安裝在M812平板卡車上。隨著M247約克中士的失敗，美國陸軍租用了5套德國羅蘭系統進行評估，確認其是否可作為前者的替代品。[3]

- 聖騎士（Paladin） – 聖騎士是歐洲飛彈及休斯飛機公司競標美國前方地區防空系統而使用的型號。其於性能測試階段使用XM975樣車，並計劃將於正式量產時改用M2布雷德利裝步戰車的底盤，該項目最終並未得標。

- 羅蘭3型（Roland 3） – 作為羅蘭3型飛彈開發計劃的一部分，歐洲飛彈亦為其開發了一款升級版發射系統，可發射4枚飛彈。[7]

- 長柄刀（Glaive） – 長柄刀是為了使用RM5型羅蘭飛彈而對發射系統進行改進的版本，由法國、德國聯合向歐洲飛彈議約。此版本安裝了一個集成雷射測距儀的熱成像相機，使其能在不使用雷達的情況下進行夜間及全天候作戰。合約於1989年簽訂並計劃於1996年投入使用。然而，長柄刀型號最終由於RM5型飛彈的開發於1991年終止而取消。[7]

- 羅蘭M3S升级版（Roland M3S (upgrade)） – 該系統為法國羅蘭1/2型的升級版，以延長服役時間至2010年。升級項目包括安裝BBKS操作控制台以及用長柄刀熱成像儀替換原先的光學瞄準具。法國將54組AMX30底盤上的發射系統以及20組防空設施的發射系統升級為此版本。[8] [7]升級後的發射系統可以兼容羅蘭1型、2型及新式的3型飛彈。

- 羅蘭CAROL（Roland CAROL） – 法國羅蘭2型升級為羅蘭M3S的防空設施發射系統版本。法国採購了20組拖曳車載系統。法國打算將此型號列裝於空運的快速反應部隊。

- 羅蘭LVB（Roland LVB） – 德語：，意為：航空運輸能力。德國空軍採購的10輛可空運安裝卡車版本，與羅蘭CAROL類似，並集成到陸軍防空偵察指揮系統（德語：HFLaAFüSys）中。德國也打算將此型號列裝於空運的快速反應部隊。[9]

- 羅蘭NDV（Roland NDV） – 德語：，意為：延長使用壽命。此為德國版本的M3S，由德國拜仁化工為德國政府開發。此系統將以數位化集成到陸軍防空偵察指揮系統中，可發射羅蘭3型飛彈。德國預計將84台陸軍的FlaRakPz 1A2飛彈發射車及40台空軍FlaRakRad飛彈發射車進行升級。然而，2003年該系統測試完畢時，德國已決定停止使用羅蘭飛彈系統。[10]

- 羅蘭M3S新型（Roland M3S (new build)） – 1992年完成的新世代發射系統型號，以滿足土耳其和泰國的防空要求。該原型安裝在美國M270 多管火箭系統底盤上，配備湯姆森無線電或是達索電子的Rodeo 4搜索雷達。羅蘭M3S可由1人操作，但持續作戰需要2人，可以選擇雷達、電視或光電感測器跟蹤模式。發射管增加為4管，但只有2個較低位置可以自動重新裝填。除了原來的羅蘭1、2、3型飛彈，羅蘭M3S還兼容響尾蛇飛彈系統的VT1飛彈。此外，上部發射器可更換為西北風便攜式防空飛彈發射器，而標準羅蘭飛彈發射器則可以改掛載4枚刺針飛彈，以提高系統在飽和攻擊中快速攻擊多個目標的能力。[1]

- 羅蘭MX/Jason（Roland MX/Jason） – 自1969年，歐洲飛彈開始研發羅蘭飛彈的艦載型號。最初被稱為羅蘭MX，後來變成Jason，標準雙發射器（無搜索雷達）及甲板下的8個裝彈鼓可以安装在標準尺寸的艦船模塊上，此模塊在布洛姆+福斯的MEKO型護衛艦的提案中得到了應用。然而20世紀70年代，軍方開始青睞於艦載飛彈的垂直發射系統，導致此型號未造出任何原型便宣告終止。[3]

### 飛彈型號

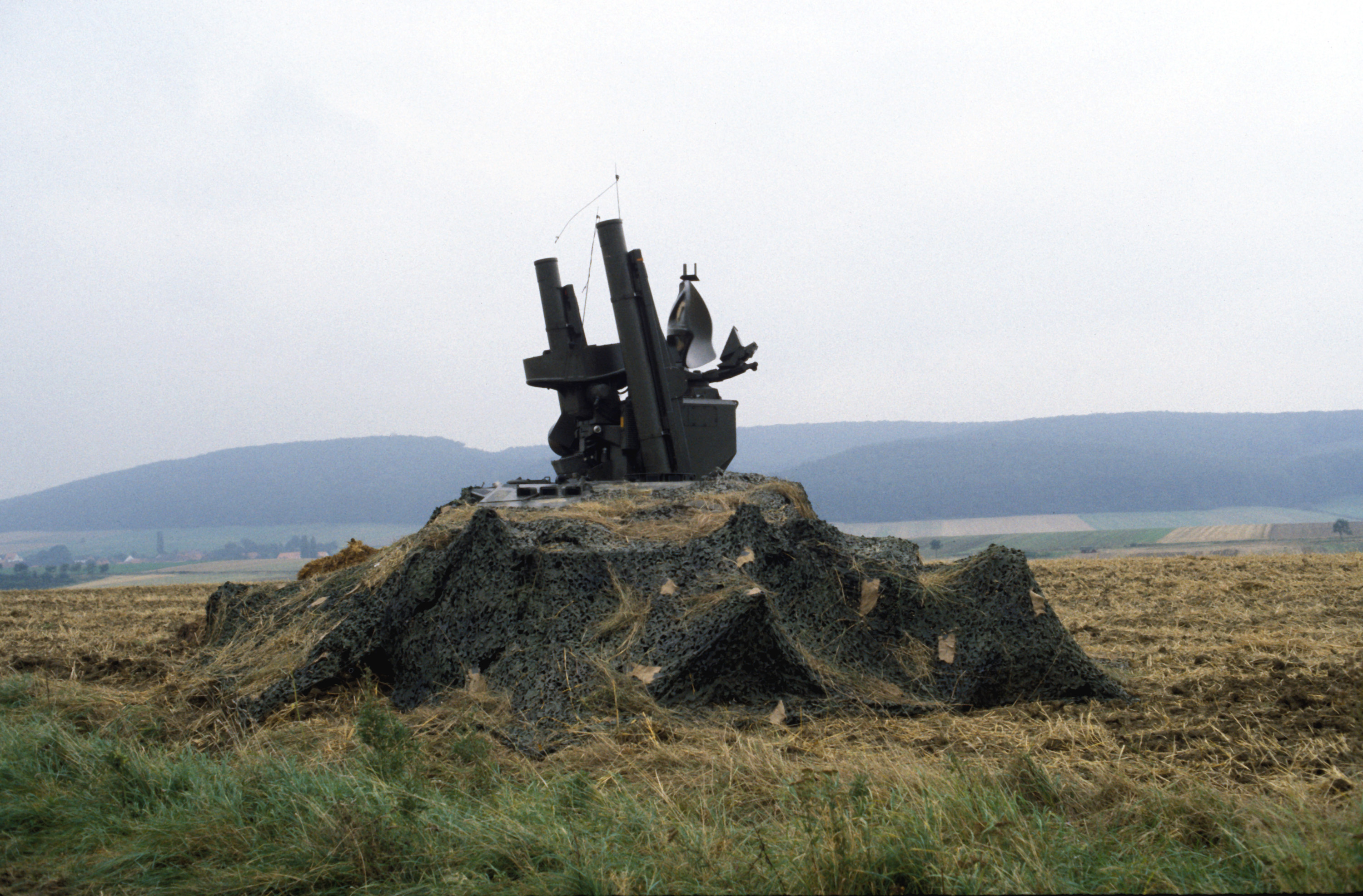
1985年演習期間，在偽裝網下可見貂鼠式步兵戰車底盤上的羅蘭2型飛彈系統。

目前的羅蘭發射系統都可以兼容羅蘭2型、3型及VT1飛彈。然而最新升級版本應對低雷達散射截面彈藥（大口徑重型火箭彈）的能力仍然有限。
羅蘭1/2型飛彈
1977年開始生產的羅蘭飛彈最初型號。此型號最高速度為550公尺/秒，有效射程為6.2公里。羅蘭1型與2型飛彈主要差異在瞄準模式，羅蘭1型使用光學瞄準器，2型則利用連續波束來獲得雷達跟蹤能力。美國國內生產版本的羅蘭2型飛彈稱為MIM-115，實驗型號為XMIM-115。
羅蘭3型飛彈
1988年啟用的升級版本，飛彈最高速度為620公尺/秒，有效射程為8.5公里，最大射高為6公里。戰鬥部質量提升至9.1公斤，殺傷彈丸增加至84顆，對首個目標及後續目標的反應時間為6-8秒及2-6秒。此型號飛彈可兼容所有型號的羅蘭發射系統。
羅蘭RM5飛彈（羅蘭5馬赫型）
此型號為1987年馬特拉、法國航太、梅塞施密特-伯爾科-布洛姆聯合開發的飛彈，具有更好的速度及射程。RM5飛彈預計將達到速度1600公尺/秒（5馬赫），有效射程提升至10公里。戰鬥部質量提升至11公斤，具有兩種戰鬥部，一種用於裝甲車輛的高能破片彈頭以及一種用於航空機的大量破片殺傷彈頭。然而此型號的開發只到初期階段便因為法國及德國縮減投資金額而取消。
VT1飛彈
1991年9月，歐洲飛彈與湯姆森無線電達成協議，將VT1飛彈及響尾蛇 NG系統整合至羅蘭3型系統中，並自1996年開始著手改裝法國及德國的羅蘭飛彈發射車。之後，湯姆森無線電與阿爾卡特、達索電子的軍事業務部門合併為達利斯集團並決定收回對歐洲飛彈的授權，賠償歐洲飛彈1.09億歐元違約金。
HFK飛彈
德國於1990年啟動了超高速防空飛彈（德語：HFK, Hochgeschwindigkeitsflugkorper）計劃，並測試了兩種不同的設計。博登湖設備技術有限公司（BGT）提供的設計稱為HFK/KV，此雙節火箭設計的最大速度達到1600公尺/秒（5馬赫），能只花費VT1飛彈6成的時間便到達有效射程12公里，前端配備稱作殺傷載體（KV, Killer Vehicle）的戰鬥部，具有紅外導引彈頭、慣性運算單元、空氣動力控制系統和定向動能殺傷戰鬥部，至2001年12月已進行了8次發射測試。制導飛彈系統公司（LFK GmbH）則提出另一種稱為HFK/L的設計，單節火箭設計的最大速度達到1800公尺/秒（5.3馬赫），該設計質量為100公斤，包括前端36個側推進器和4個網狀控制尾翼，並採用半主動雷達製導。此實驗型號於1995年首飛，制導飛行試驗一直持續到2002年2月。2001年6月，BGT和LFK提出了一項聯合提案，將兩個早期項目協調為一個設計，飛行速度為2至2.5公里/秒，射程超過10公里。飛行中途採用慣性導引，末端使用紅外導引彈頭導引，預計於2004年開始全面開發，並計劃於2009年投入使用。2003年2月，德國軍方宣布取消羅蘭升級計劃，並在2005年底將全數羅蘭飛彈系統逐步退役，HFK飛彈因而中止開發。

## 裝載平台

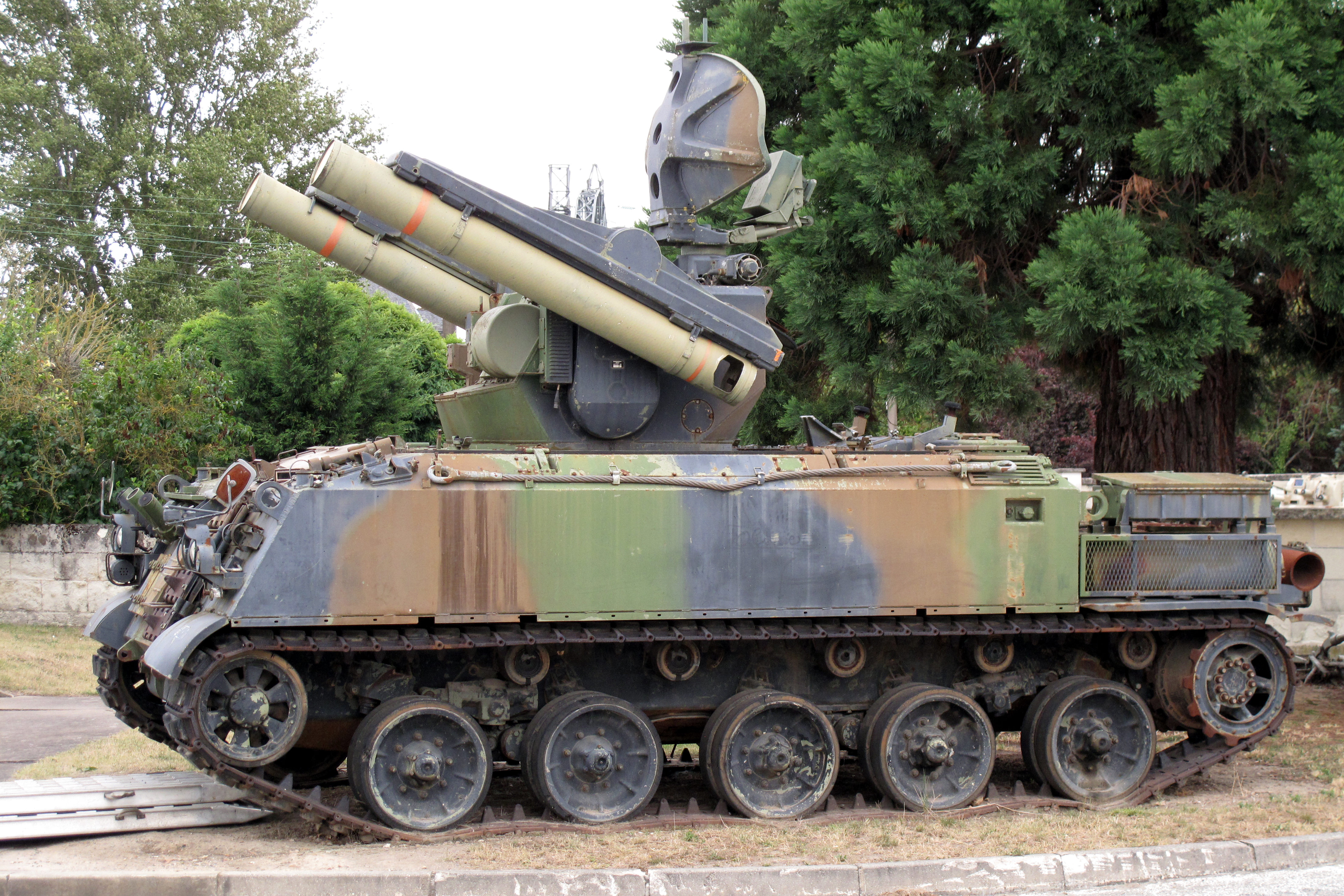
原法軍401砲兵團裝備之使用AMX-30R底盤的羅蘭飛彈系統，於索米爾戰鬥車輛博物館展出

羅蘭飛彈系統服役至今已被安裝在各種平台上，其中包括：
履帶式
- AMX 30主力戰車
- 貂鼠式步兵戰車

輪式
- ACMAT 6×6卡車
- 猛獅6×6、8×8卡車

羅蘭2型系統於20世紀80年代初被提議安裝在豹1型主力戰車底盤上，可能是為了滿足荷蘭軍隊的要求，但從未進行生產。在配置上，它與AMX-30R底盤的佈局非常相似。
M109自走砲底盤上的美國羅蘭只生產出1台原型車，該系統被相當倉促地安裝在6×6平板卡車上。20世紀80年代末，歐洲飛彈及休斯飛機公司意圖參與美國陸軍的LOS-FH計劃以期復興美國羅蘭型號。他們使用原有的XM975車輛進行測試評估，生產型號預計將安裝在修改的M2布雷德利裝步戰車底盤上。
羅蘭CAROL飛彈系統安裝於一個7.8噸的集裝箱內，可以空運部署在地面上以保護機場或彈藥庫等地面目標，也可以安裝在ACMAT卡車上。

## 作戰紀錄
1982年6月1日，在福克蘭戰爭期間，海獵鷹戰鬥攻擊機編號XZ456在史坦利南部被阿根廷陸軍第601防空砲兵營發射的羅蘭飛彈擊墜。該飛彈系統是交付给阿根廷的四組系統之一，後來在投降後被英軍在史坦利港附近完好地繳獲。它作為標誌性的戰利品被帶回了英國並進行詳細研究。
1991年1月17日晚上11:00左右，海灣戰爭期間，一架由鮑伯·韋策爾中尉和傑夫·札恩中尉駕駛的来自第35航空攻擊中隊、AA-510 (BuNo 161668)的A-6E TRAM入侵者式攻擊機，在空襲伊拉克西部的H-3機場時被2發羅蘭飛彈襲擊，且並未觸發該機的雷達預警接收器。在避開第1發飛彈後，第2發飛彈成功擊中該機。後來機組人員成功彈射並很快就被俘虜。1991年1月19日，英國皇家空軍的一架龍捲風戰鬥轟炸機GR.1 ZA396/GE在執行針對伊拉克納西利亞空軍基地的航空殲滅戰時被羅蘭飛彈擊墜。機組人員成功彈射被俘並存活至戰後。大約同一時間，另1架美國空軍A-10雷霆二式攻擊機被擊墜，五角大廈將其歸咎於羅蘭飛彈。

## 羅蘭門事件
2003年10月，駐伊拉克多國部隊的波蘭部隊發現了4枚法國羅蘭飛彈，導致波蘭和法國之間爆發了爭議。波蘭和國際媒體報導稱波蘭軍官發現這些飛彈是在2003年製造的。法國指出自1990年7月以來，法國從未違反禁運向伊拉克出售武器。波蘭當局後來表示，这4枚飛彈是在1984年製造的，伊拉克人員最後一次維修它們是在2003年。波蘭當局最後發布調查結果，將此醜聞歸咎於基層軍官，波蘭軍事情報局在調查結果泄露給媒體前並未證實該說法。波蘭就這一醜聞向法國道歉，但這些針對法國的指控加劇了兩國之間本就有些緊張的關係。整起事件被波蘭媒體諷刺為“羅蘭門”，沿用了水門事件之後美國政治醜聞的非官方命名慣例。

## 使用國

### 現役使用國
- 奈及利亞 - 奈及利亞取得了16組AMX-30R底盤的羅蘭2型飛彈系統，但並未進一步接收後續的16組系統。[8]
- - 卡達於1986年訂購了3組AMX-30R底盤及6組固定式羅蘭2型系統。訂單於1989年全數交付完畢。[8]

### 前使用國

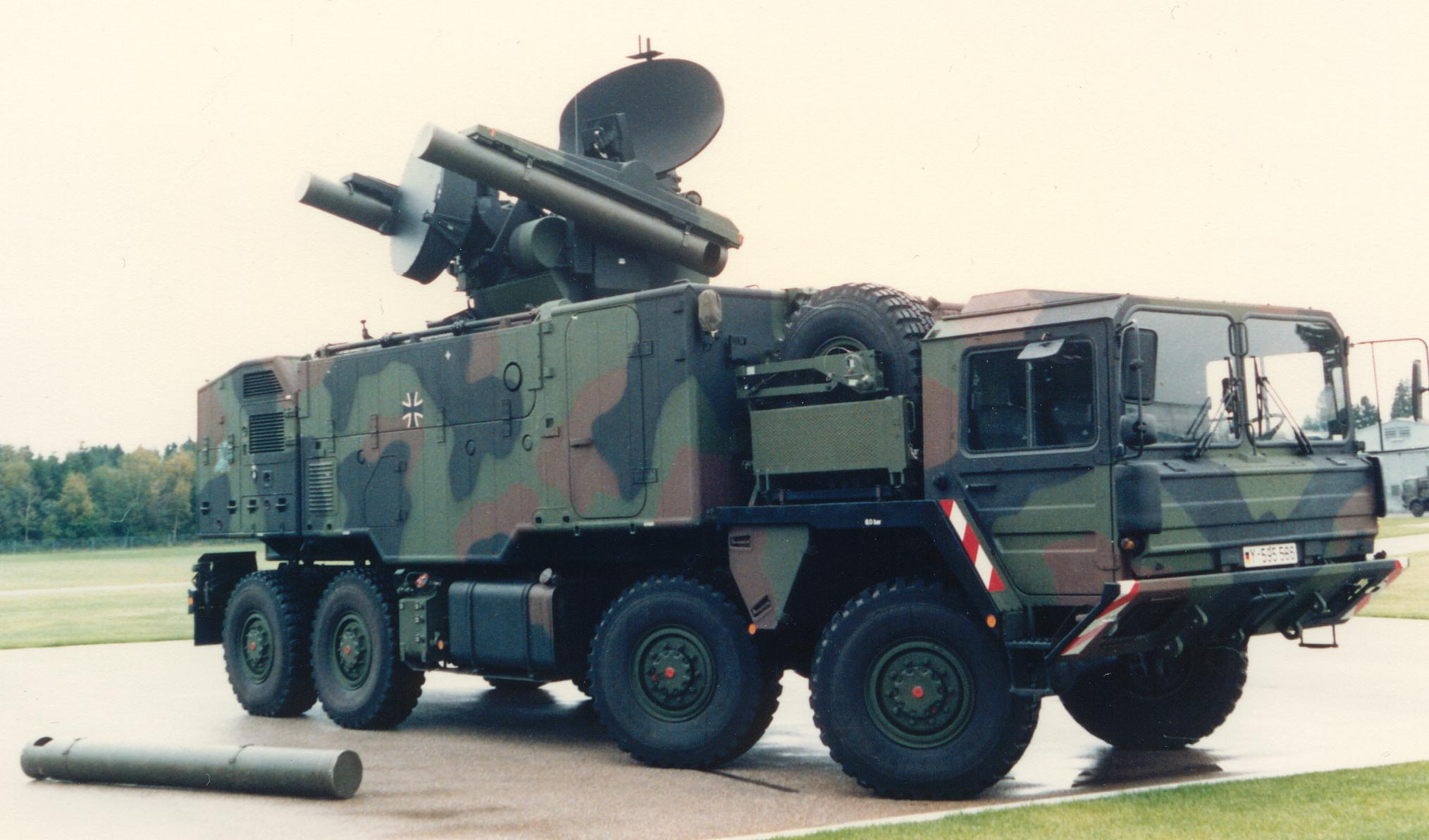
羅蘭FlaRakRad：15噸猛獅8×8卡車底盤飛彈系統

- 阿根廷 - 阿根廷購買了4組固定式羅蘭飛彈系統以作為定點防空火力，其中1組於1982年福克蘭戰爭時部署於史坦利機場，該系統發射了10發總彈藥中的8發，成功擊墜1架海獵鷹戰鬥攻擊機並攔截2顆降落中的1,000磅航空炸彈。最後該系統被完整地擄獲並帶回英國。[8]

- 巴西 - 巴西在1970年代末購買了4組安裝於貂鼠型步兵戰車底盤的羅蘭2型系統及50枚飛彈，於2001年全數退役。

- 法國 - 最初法國陸軍的訂單包括144組羅蘭1型、70組羅蘭2型系統以及10,800枚飛彈，安裝於AMX-30R底盤上。最終只購買了83組羅蘭1型及98組羅蘭2型飛彈系統。後來有20組羅蘭2型系統被改裝為羅蘭CAROL型號，並交給法國快速反應部隊第54羅蘭防空砲兵團使用。[8]目前所有法國防空砲兵團皆已退役列裝的羅蘭防空系統，第54羅蘭防空砲兵團改使用西北風飛彈系統。

- 德国 - 德國最初的訂單包括340組羅蘭2型系統及12,200枚飛彈以徹底取代當時準備退役的拖曳式波佛斯40毫米高射砲及康特拉韋斯（德语：Contraves）超級蝙蝠火控系統（英语：Super Fledermaus）。然而最終只採購了140組並安裝於貂鼠式步兵戰車底盤上，以提供陸軍現役3支軍級單位的防空火力。每個軍配備1個有6門羅蘭系統的團級部隊，另外有18門羅蘭飛彈系統裝備給1個防空砲兵營以為北約波羅的海聯合軍團日德蘭軍（英语：Allied Forces Baltic Approaches）提供防空火力。德國空軍在退役了MIM-23鷹式飛彈後訂購了200組羅蘭2型系統以用於補足其留下的機動短程防空武裝漏洞。1980年代中，有95組系統被安裝在猛獅8×8卡車上，其中27組交給防禦軍用機場的駐德美軍使用。1990年代末，10組羅蘭LVB被安裝在猛獅6×6卡車上並裝備給快速反應部隊，以允許其被特蘭索爾C-160軍用運輸機（英语：Transall C-160）空運。德國海軍亦採購了20組8×8卡車底盤的飛彈系統以用於防禦軍港及海軍機場。空軍及海軍的羅蘭砲兵連由8組飛彈系統、1組由跟蹤雷達與TRML-2D搜索雷達（英语：TRML）組成之FGR防空指揮車（德語：Flugabwehrgefechtsstand）組成。2003年2月，德國軍方宣布取消羅蘭升級計劃，並在2005年底將全數羅蘭飛彈系統逐步退役完成，陸軍預計將使用新研發的LFK NG飛彈取代羅蘭飛彈系統的職責。

- 伊拉克 - 伊拉克據信於1980-88年兩伊戰爭期間接收了100組猛獅8×8卡車底盤羅蘭2型及13組AMX-30R底盤系統。於1982年首次投入作戰並於當年聲稱擊墜了1架F-4E幻象戰機及1架F-5E虎II型戰鬥機。羅蘭飛彈系統據信亦於沙漠風暴行動中擊墜2架龍捲風戰鬥轟炸機及1架A-6E TRAM入侵者式攻擊機[18]以及在伊拉克戰爭中擊墜1架A-10雷霆二式攻擊機。[22]目前羅蘭飛彈系統可能已經退役。[8][23][24]

- 挪威 - 一些使用M520 Goer底盤的樣車裝備於挪威陸軍（雖然挪威空軍可能再1980年代也購買了一些該系統用於北約空域防禦），目前據信已全數退役

- 斯洛維尼亞 - 21組羅蘭2型系統及151枚飛彈，於2016年11月退役並交由克羅埃西亞承包商銷毀。[25]

- 西班牙 - 西班牙取得使用AMX-30R底盤的9組羅蘭1型、9組羅蘭2型系統以及414枚飛彈，以裝備給第71防空砲兵團保護野戰裝甲部隊。每個砲兵連裝備2組羅蘭1型及2組羅蘭2型，剩下各1組1型與2型用於技術測試及訓練。[8]2005年全數羅蘭飛彈系統皆已退役。

- 美国 - 美國陸軍於1975年1月9日宣布羅蘭2型飛彈系統得標了短程防空系統（Short-Range Air Defense System，SHORADS）競標案，以取代美軍現役的榭樹飛彈系統以及M163 VADS火神防空系統。預計將採購500組該防空系統及14,000枚飛彈，並將國內飛彈版本命名為MIM-115飛彈。休斯飛機公司及波音為美國羅蘭型號的授權商，該型號將作為可拆卸的模組安裝於M109自走砲底盤上，使用歐洲型號的火控系統並將搜索雷達改裝為具有更大搜索範圍及強化電子對抗措施的美製雷達。1978年10月，第一批次將裝備於4個營中，並配發1,000枚飛彈，然而最終只裝備給了1個營。後續由於技術轉移、整合及通用化系統、成本增加導致的困難，最後只有第200防空砲兵團曾經裝備此系統，約有27組飛彈系統及600枚飛彈安裝於6×6卡車上。最後該型號取得非正式名稱XMIM-115，並在服役不到十年後於1988年全數退役。

- 委內瑞拉 - 委內瑞拉購買了6組或8組固定式羅蘭2型飛彈系統。

## 圖集

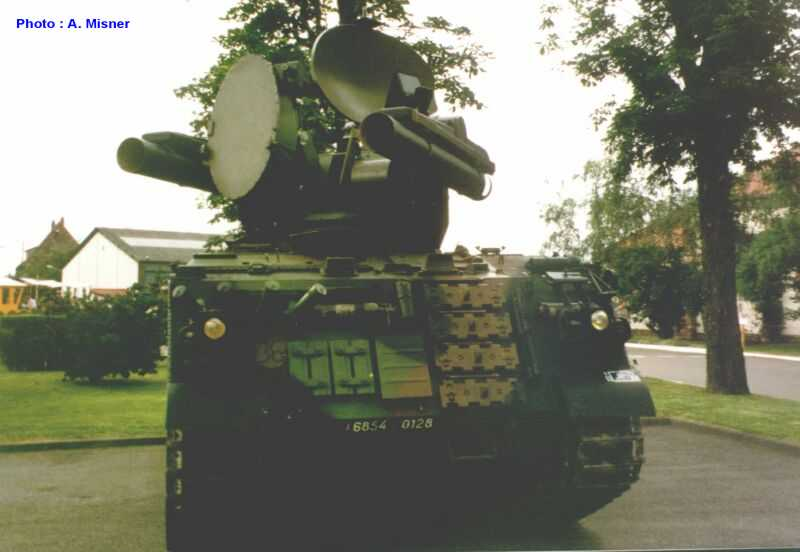
法軍使用AMX-30R底盤的羅蘭飛彈系統
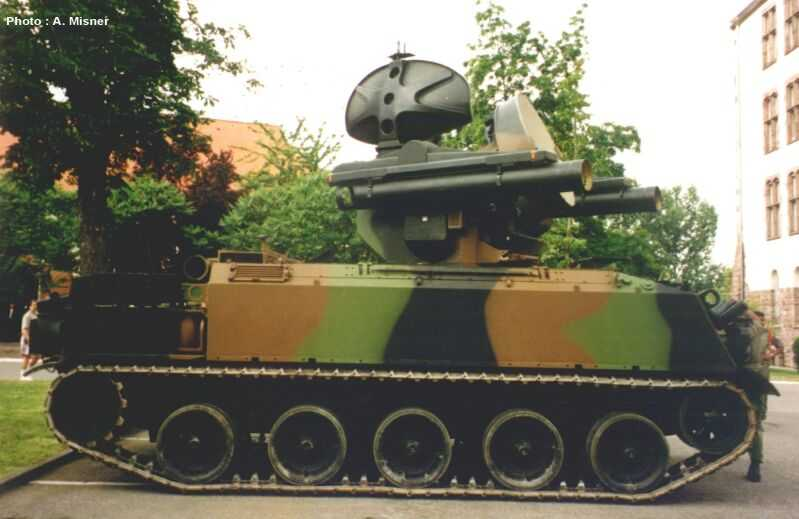
另一台使用AMX-30R底盤的羅蘭飛彈系統
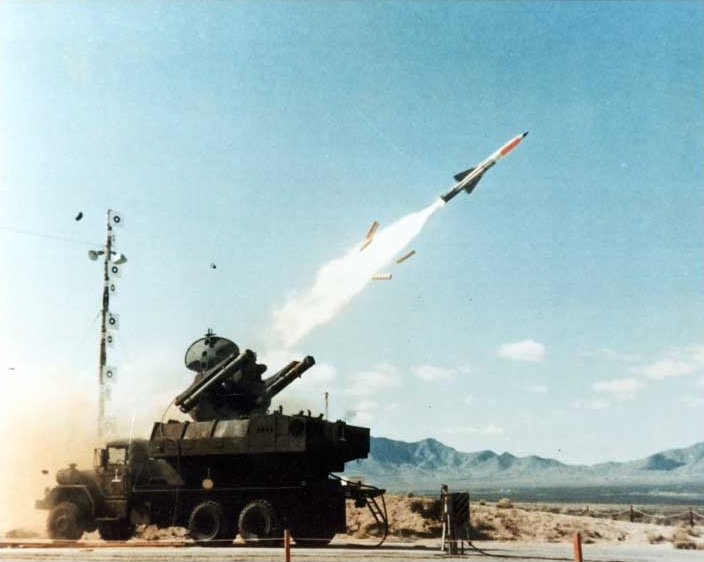
美國第200防空砲兵營接收之安裝於M809六輪卡車（英语：M809 series 5-ton 6×6 truck）上的羅蘭飛彈系統
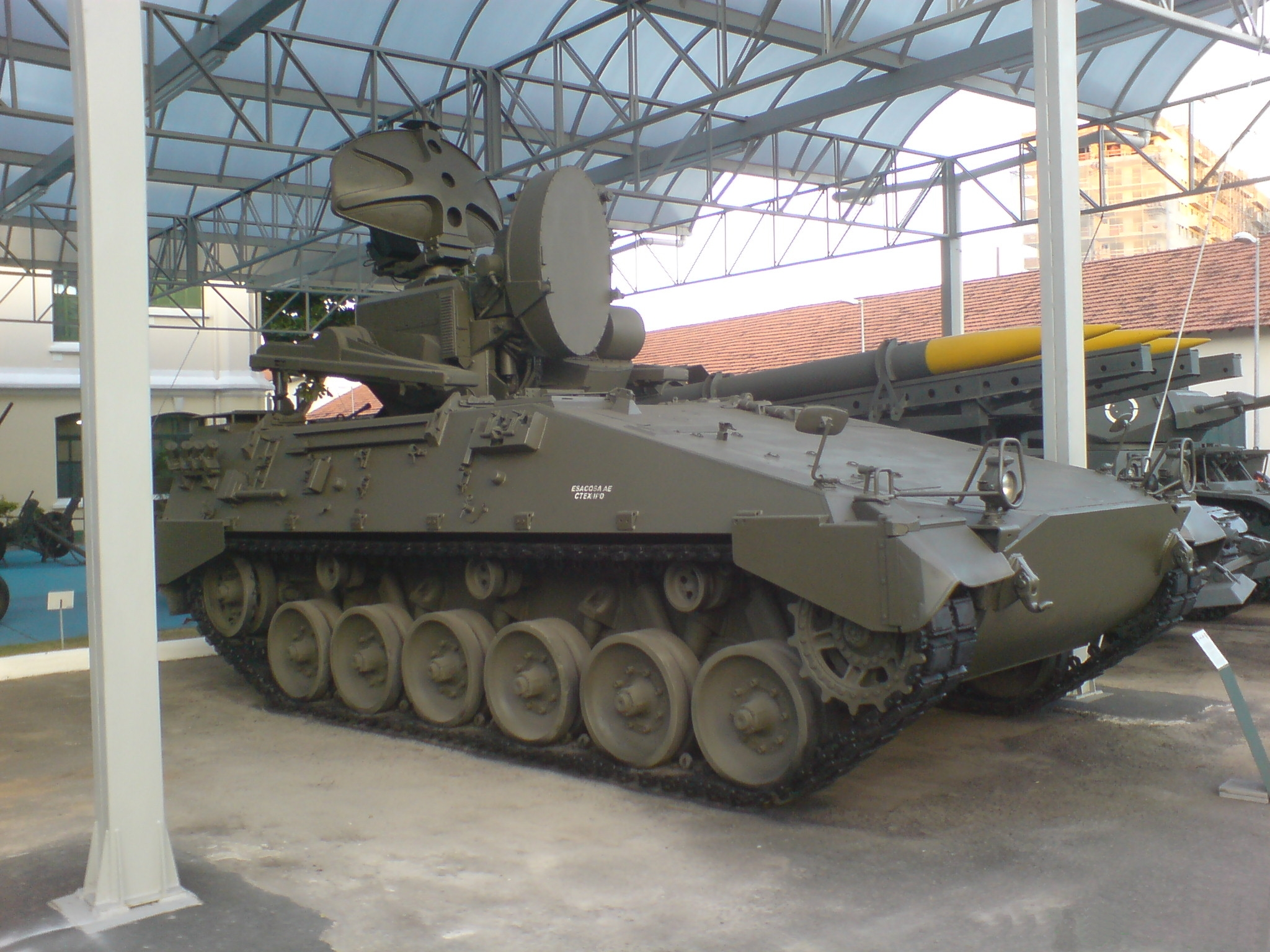
巴西陸軍在70年代末購買的機動羅蘭飛彈系統已於2001年退役，目前在巴西里約熱內盧的利尼亞雷斯伯爵軍事博物館展出
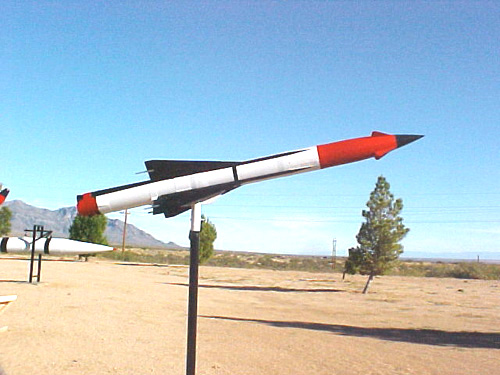
於白沙飛彈靶場博物館展示的羅蘭飛彈
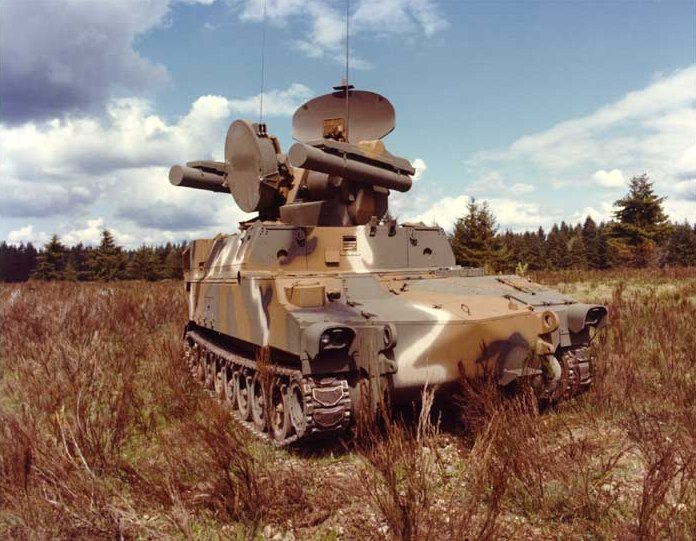
未被採用的美國陸軍羅蘭飛彈系統，該飛彈系統安裝在為其專門設計的XM975底盤上（僅原型車，若被採用，生產型號將被命名為M975 ）
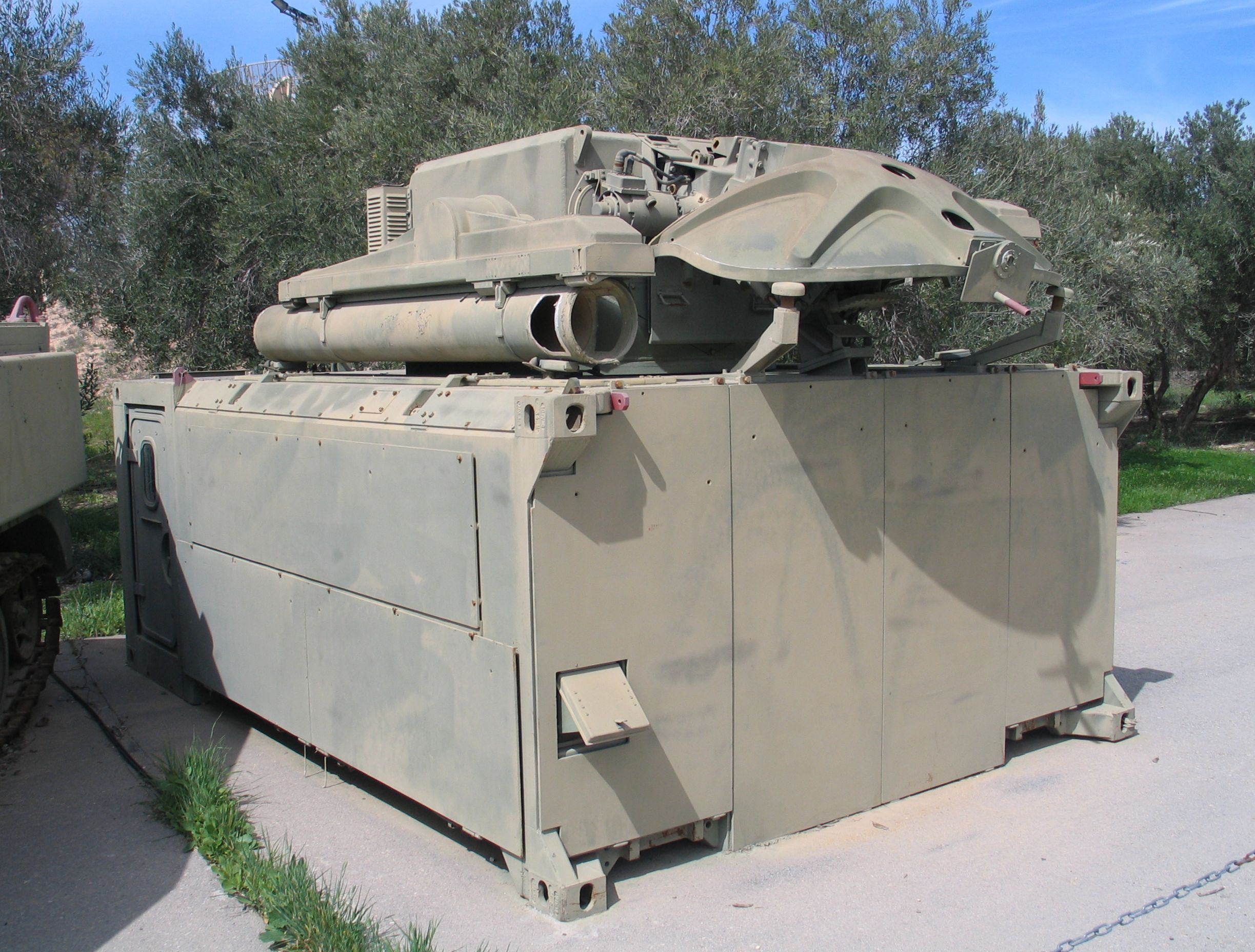
羅蘭CAROL，法國羅蘭2型升級為羅蘭M3S的防空設施發射系統版本
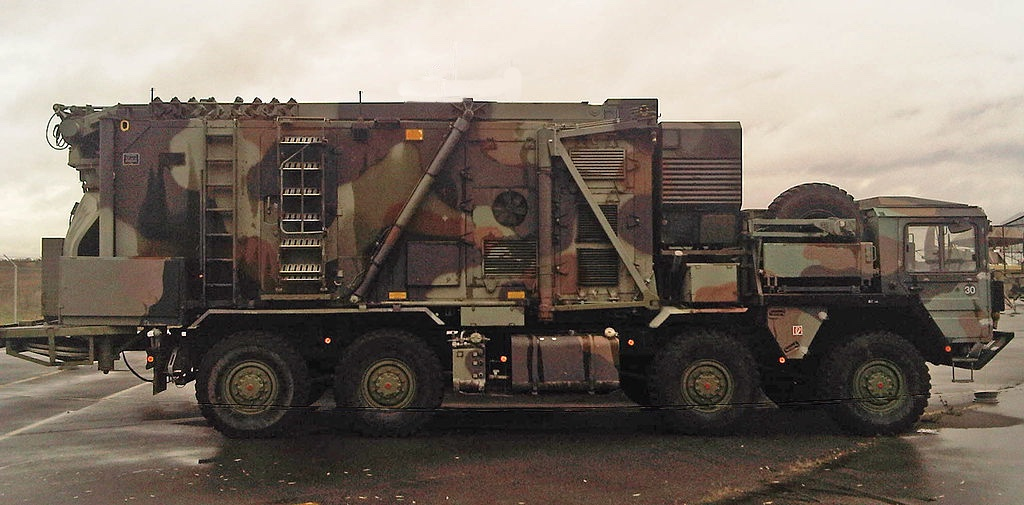
德國用於輔助羅蘭防空系統的FGR防空指揮車
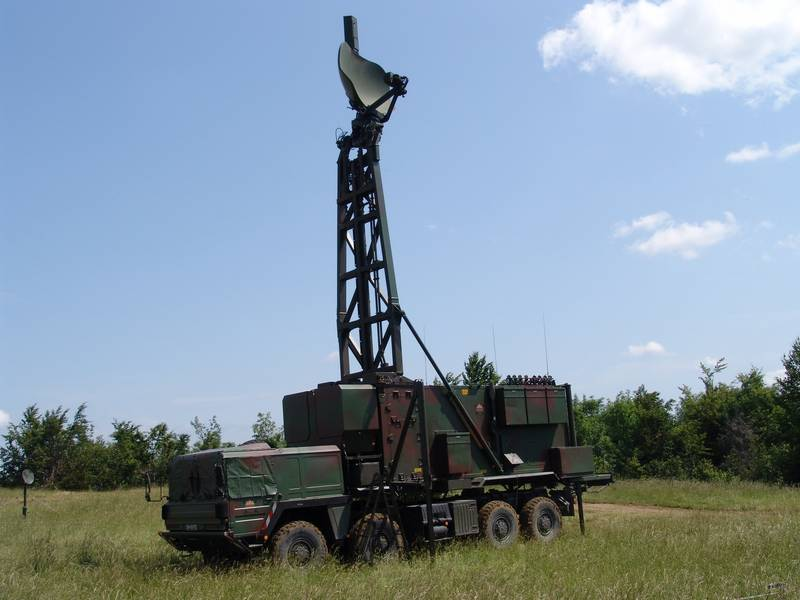
展開搜索雷達的FGR防空指揮車
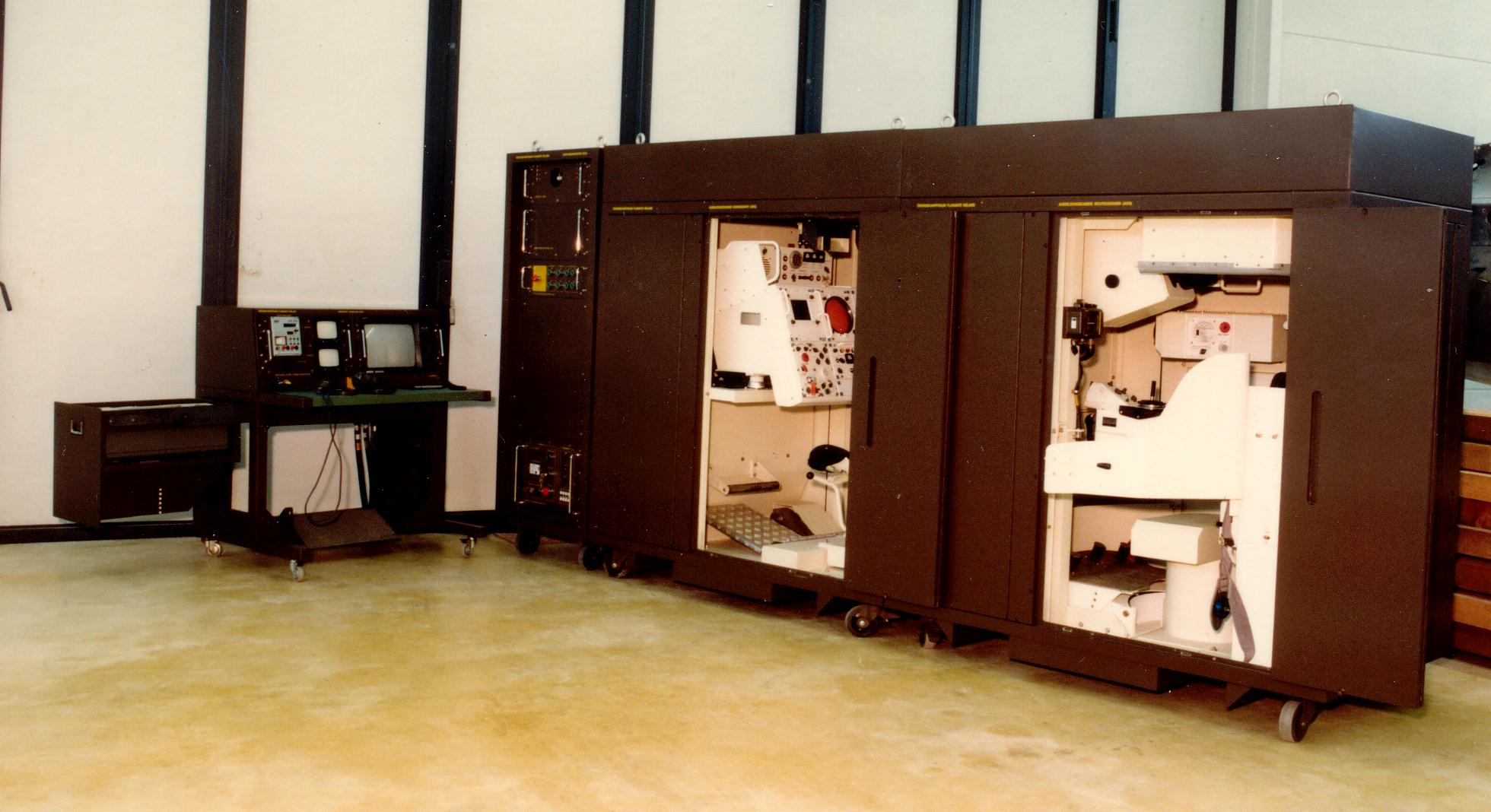
羅蘭防空系統的訓練設施
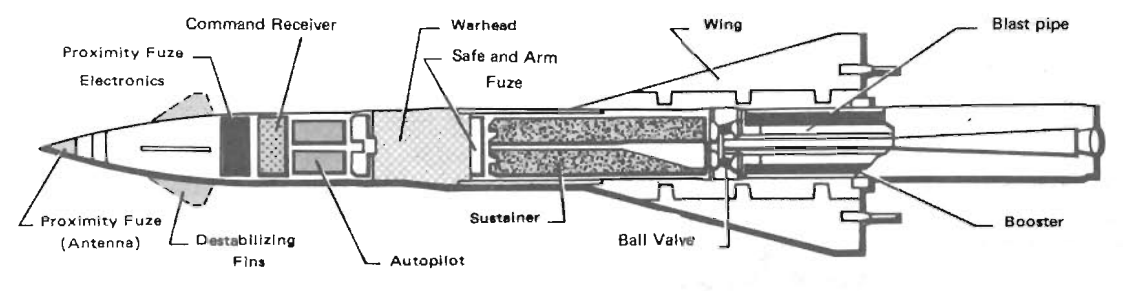
羅蘭飛彈的剖面圖

### 引文
1. 1 2 3 4 5  .   [2017-06-18]. （原始内容存档于2017-10-13）.
2. 1 2 3  Cullen & Foss 1992，第115頁.
3. 1 2 3 4  Gunston 1979，第156-158頁.
4. 1 2 3  Foss 1986，第556-558頁.
5. ↑  National Defense University Washington DC Research Directorate; Malone,Daniel K.  (报告). DTIC. May 1980  [19 March 2017]. （原始内容存档于March 20, 2017）.
6. ↑  Fast, Richard Charles.  (博士论文). DTIC. July 1981  [2023-07-02]. （原始内容存档于2017-03-20）.
7. 1 2 3 4  ForecastInternational
8. 1 2 3 4 5 6 7 8 9  Jane's Land Based Air Defense
9. ↑  A.Schieb. . Flarakgrp42.de.   [11 April 2018]. （原始内容存档于2023-07-02）.
10. ↑  . Defense-aerospace.com.   [11 April 2018]. （原始内容存档于2020-08-06）.
11. ↑   (PDF). Flightglobal.com.   [15 March 2019].
12. ↑  Cullen & Foss 1992，第116頁.
13. ↑  . flightglobal.com. 19 November 2002  [11 April 2018]. （原始内容存档于2018-04-12）.
14. ↑  . 12 September 2004  [2023-07-20]. 原始内容存档于2004-09-12.
15. ↑  Muckler, Frederick A.; Seven, Sally A.  (技术报告). June 1989. （原始内容存档于March 20, 2017）.
16. ↑  Smith 2006，第97頁.
17. 1 2  Morgan, Rick. . Osprey Publishing. 2017.Morgan, Rick (2017). A-6 Intruder Units: 1974-1996. Osprey Publishing.
18. ↑  . The Washington Times.   [11 April 2018].
19. 1 2  Stylinski, Andrzej. . Associated Press. 16 October 2003  [22 August 2015]. （原始内容存档于24 September 2015）.
20. 1 2 3  Pasek, Beata. . Associated Press. 4 October 2003. （原始内容存档于24 September 2015）.
21. ↑  . The Washington Times. 8 September 2004  [11 April 2018]. （原始内容存档于2023-07-02）.
22. ↑  Debay, Yves. . Special Obs 27. Concord Publication. 2003: 39. ISBN 962-361-067-X.
23. ↑  .   [2023-07-02]. （原始内容存档于2017-10-13）.
24. ↑  . Insajder.com - Objektivno. Odkrito. Točno. 28 January 2018  [15 March 2019]. （原始内容存档于2023-07-02）.

### 書目
- Cullen, Tony; Foss, Christopher F.  5th. Coulsdon, UK: Jane's Data Division. 1992. ISBN 0710609795 （英语）.
- Cullen, Tony; Foss, Christopher F. . Jane's Information Group. 1993. ISBN 9780710610621 （英语）.
- Cullen, Tony; Foss, Christopher F. . Jane's Information Group. 1999. ISBN 9780710609618 （英语）.
- Foss, Christopher F. . Jane's Information Group. 1986. ISBN 9780710608338 （英语）.
- Gunston, Bill. . Salamander Books. 1979. ISBN 9780517268704 （英语）.
- O'Halloran, James C. . Jane's Information Group. 2002. ISBN 9780710624376 （英语）.
- Smith, Gordon. . Naval-History. 17 November 2006. ISBN 9781847539502 （英语）.